# 121327 Andreweaker
121327 Andreweaker è un asteroide della fascia principale. Scoperto nel 1999, presenta un'orbita caratterizzata da un semiasse maggiore pari a 3,0496642 UA e da un'eccentricità di 0,2006523, inclinata di 1,69149° rispetto all'eclittica.